# Diplecogaster
Diplecogaster is een geslacht van straalvinnige vissen uit de familie van schildvissen (Gobiesocidae). Het geslacht is voor het eerst wetenschappelijk beschreven in 1938 door Fraser-Brunner.

## Soorten en ondersoorten
- Diplecogaster bimaculata
  - Diplecogaster bimaculata bimaculata (Bonnaterre, 1788)
  - Diplecogaster bimaculata euxinica Murgoci, 1964
  - Diplecogaster bimaculata pectoralis Briggs, 1955
- Diplecogaster ctenocrypta Briggs, 1955
- Diplecogaster megalops Briggs, 1955